# Inspekcja Weterynaryjna
Inspekcja Weterynaryjna (IW) –  organ nadzoru powołany na mocy ustawy z dnia 29 stycznia 2004 r. o Inspekcji Weterynaryjnej w celu kontrolno-nadzorczym w dziedzinie zdrowia publicznego, epidemiologii oraz higieny.

## Historia
Dekretem Naczelnika Państwa Józefa Piłsudskiego 13 stycznia 1919 r. wyłączono służby weterynaryjne z kompetencji Ministra Spraw Wewnętrznych i przekazano do kompetencji Ministra Rolnictwa i Dóbr Państwowych, który powołał Sekcję Weterynaryjną, zajmującą się kwestiami legislacyjnymi, oraz Urząd Weterynaryjny, zajmujący się zwalczaniem chorób zakaźnych zwierząt. W 1920 r. powołano wojewódzkich inspektorów weterynaryjnych oraz powiatowych lekarzy jako ich aparat pomocniczy. W 1921 r. Sekcję Weterynaryjną przekształcono w Departament Weterynarii. Po przekształceniu Ministerstwa w 1932 r. w Ministerstwo Rolnictwa i Reform Rolnych, został w nim utworzony Departament Wytwórczości Zwierzęcej i Weterynarii (od 1933 r. Departament Produkcji Rolnej i Weterynarii). Również w 1933 r. powołano Głównego Inspektora Weterynaryjnego, któremu podlegały terenowe organy weterynaryjne, a w 1937 r. Państwową Radę Weterynaryjną przy ministrze rolnictwa. W 1938 r. w Departamencie Weterynarii wyodrębniono Wydział Zdrowotności Zwierząt i Wydział Nadzoru Weterynaryjnego nad Obrotem.
Jesienią 1944 r. w Lublinie powołano pierwsze jednostki zajmujące się sprawami weterynaryjnymi, a rok później utworzono Departament Weterynarii. 1 lipca 1951 r. utworzono Centralny Zarząd Weterynarii, ale po zmianach politycznych w 1957 r. reaktywowano Departament Weterynarii. Na podstawie ustawy z 24 kwietnia 1997 r. o zwalczaniu chorób zakaźnych, badaniu zwierząt rzeźnych i mięsa oraz o Państwowej Inspekcji Weterynaryjnej, a następnie Inspekcji Weterynaryjnej powstała Inspekcja Weterynaryjna jako odrębna instytucja administracji rządowej z własnymi organami na poziomie centralnym i terenowym. Od 1 stycznia 1999 r. centralnym organem administracji weterynaryjnej został Główny Lekarz Weterynarii, który został wyłączony z Ministerstwa Rolnictwa, a do jego obsługi powołano Główny Inspektorat Weterynarii, a także wojewódzkich, powiatowych i granicznych lekarzy weterynarii jako terenowe ograny.

## Struktura
Na czele Inspekcji Weterynaryjnej stoi Główny Lekarz Weterynarii (GLW), który kieruje Głównym Inspektoratem Weterynarii, będącym centralnym organem administracji rządowej. Główny Lekarz Weterynarii powoływany jest przez premiera rządu na wniosek ministra właściwego do spraw rolnictwa (obecnie Minister Rolnictwa i Rozwoju Wsi). 
Organy bezpośrednio podległe GLW to wojewódzcy lekarze weterynarii kierujący Wojewódzkimi Inspektoratami Weterynarii (WIW) oraz graniczni lekarze weterynarii. kierujący Granicznymi Inspektoratami Weterynarii. Należą oni do administracji zespolonej.
Organy podległe Wojewódzkiemu Lekarzowi Weterynarii to powiatowi lekarze weterynarii kierujący Powiatowymi Inspektoratami Weterynarii (PIW).
Powiatowi Lekarze Weterynarii mogą korzystać z pomocy lekarzy weterynarii wolnej praktyki, których powołują na podstawie decyzji o wyznaczeniu – pracownicy tacy to urzędowi lekarze weterynarii.

## Zadania IW[1]
Inspekcja wykonuje swoje zadania w szczególności przez:
zwalczanie:
- chorób zakaźnych zwierząt, w tym zapobieganie wystąpieniu, wykrywanie i likwidowanie ognisk tych chorób,
- chorób zwierząt, które mogą być przenoszone na człowieka ze zwierzęcia lub przez produkty pochodzenia zwierzęcego (zoonozy) lub biologicznych czynników chorobotwórczych wywołujących te choroby;
- monitorowanie zakażeń zwierząt;
- badanie zwierząt rzeźnych i produktów pochodzenia zwierzęcego;

przeprowadzanie:
- weterynaryjnej kontroli granicznej,
- kontroli weterynaryjnej w handlu i wywozie zwierząt oraz produktów w rozumieniu przepisów o kontroli weterynaryjnej w handlu;

sprawowanie nadzoru nad:
- bezpieczeństwem produktów pochodzenia zwierzęcego, w tym nad wymaganiami weterynaryjnymi przy ich produkcji, umieszczaniu na rynku oraz sprzedaży bezpośredniej,
- wprowadzaniem na rynek zwierząt i ubocznych produktów pochodzenia zwierzęcego,
- wytwarzaniem, obrotem i stosowaniem środków żywienia zwierząt,
- zdrowiem zwierząt przeznaczonych do rozrodu oraz jakością zdrowotną materiału biologicznego,
- obrotem produktami leczniczymi weterynaryjnymi, wyrobami medycznymi przeznaczonymi dla zwierząt oraz warunkami ich wytwarzania,
- wytwarzaniem i stosowaniem pasz leczniczych,
- przestrzeganiem przepisów o ochronie zwierząt,
- przestrzeganiem zasad identyfikacji i rejestracji zwierząt oraz przemieszczaniem zwierząt,
- przestrzeganiem wymagań weterynaryjnych w gospodarstwach utrzymujących zwierzęta gospodarskie;
- prowadzenie monitorowania substancji niedozwolonych, pozostałości chemicznych, biologicznych, produktów leczniczych i skażeń promieniotwórczych u zwierząt, w produktach pochodzenia zwierzęcego, w wodzie przeznaczonej do pojenia zwierząt i środkach żywienia zwierząt;
- prowadzenie wymiany informacji w ramach systemów wymiany informacji, o których mowa w przepisach Unii Europejskiej

### Sposób działania
Główne działanie Inspekcji Weterynaryjnej skupia się na szczeblu powiatowym.